# Diócesis de Diébougou
La diócesis de Diébougou (en latín: Dioecesis Diebuguensis y en francés: Diocèse de Diébougou) es una circunscripción eclesiástica de la Iglesia católica en Burkina Faso. Se trata de una diócesis latina, sufragánea de la arquidiócesis de Bobo-Dioulasso. Desde el 3 de abril de 2006 su obispo es Raphaël Dabiré Kusiélé.

## Territorio y organización
La diócesis tiene 7973 km² y extiende su jurisdicción sobre los fieles católicos de rito latino residentes en las provincias de Bougouriba e Ioba de la región Suroeste.
La sede de la diócesis se encuentra en la ciudad de Diébougou, en donde se halla la Catedral de los Santos Pedro y Pablo.
En 2021 en la diócesis existían 15 parroquias.

## Historia
La diócesis fue erigida el 18 de octubre de 1968 con la bula Evangelicae voces del papa Pablo VI, obteniendo el territorio de la diócesis de Bobo-Dioulasso (hoy arquidiócesis). Originalmente fue sufragánea de la arquidiócesis de Uagadugú.
El 5 de diciembre de 2000 pasó a formar parte de la provincia eclesiástica de la arquidiócesis de Bobo-Dioulasso.
El 30 de noviembre de 2011 cedió una parte de su territorio para la erección de la diócesis de Gaoua mediante la bula Cum petitum del papa Benedicto XVI.

## Estadísticas
Según el Anuario Pontificio 2022 la diócesis tenía a fines de 2021 un total de 196 215 fieles bautizados.
| Año                                                                             | Población            | Población | Población      | Sacerdotes | Sacerdotes    | Sacerdotes    | Bautizados por sacerdote | Diáconos permanentes | Religiosos | Religiosos | Parroquias |
| Año                                                                             | Bautizados católicos | Total     | % de católicos | Total      | Clero secular | Clero regular | Bautizados por sacerdote | Diáconos permanentes | Varones    | Mujeres    | Parroquias |
| ------------------------------------------------------------------------------- | -------------------- | --------- | -------------- | ---------- | ------------- | ------------- | ------------------------ | -------------------- | ---------- | ---------- | ---------- |
| 1970                                                                            | 39 077               | 380 200   | 10.3           | 35         | 14            | 21            | 1116                     |                      | 24         | 14         | 9          |
| 1980                                                                            | 59 993               | 413 642   | 14.5           | 33         | 22            | 11            | 1817                     |                      | 20         | 41         | 9          |
| 1990                                                                            | 76 720               | 531 419   | 14.4           | 34         | 34            |               | 2256                     |                      | 5          | 49         | 9          |
| 1999                                                                            | 96 717               | 690 311   | 14.0           | 61         | 60            | 1             | 1585                     |                      | 4          | 62         | 14         |
| 2000                                                                            | 97 666               | 694 741   | 14.1           | 75         | 75            |               | 1302                     |                      | 4          | 67         | 15         |
| 2001                                                                            | 100 892              | 731 761   | 13.8           | 81         | 81            |               | 1245                     |                      | 5          | 65         | 17         |
| 2002                                                                            | 103 747              | 750 107   | 13.8           | 82         | 82            |               | 1265                     |                      | 10         | 68         | 17         |
| 2003                                                                            | 105 653              | 750 107   | 14.1           | 86         | 86            |               | 1228                     |                      | 8          | 71         | 18         |
| 2004                                                                            | 109 834              | 752 412   | 14.6           | 99         | 98            | 1             | 1109                     |                      | 9          | 73         | 18         |
| 2006                                                                            | 118 677              | 755 709   | 15.7           | 104        | 103           | 1             | 1141                     |                      | 8          | 89         | 20         |
| 2011                                                                            | 116 082              | 263 214   | 44.0           | 129        | 119           | 10            | 900                      |                      | ?          | 52         | 7          |
| 2013                                                                            | 118 929              | 265 740   | 44.8           | 78         | 76            | 2             | 1524                     |                      | 7          | 52         | 15         |
| 2016                                                                            | 155 770              | 384 555   | 40.5           | 86         | 81            | 5             | 1811                     |                      | 9          | 67         | 14         |
| 2019                                                                            | 184 790              | 439 180   | 42.1           | 92         | 86            | 6             | 2008                     |                      | 11         | 61         | 15         |
| 2021                                                                            | 196 215              | 466 340   | 42.1           | 96         | 90            | 6             | 2043                     |                      | 11         | 61         | 15         |
| Fuente: Catholic-Hierarchy, que a su vez toma los datos del Anuario Pontificio. |                      |           |                |            |               |               |                          |                      |            |            |            |

## Episcopologio
- Jean-Baptiste Somé (18 de octubre de 1968-3 de abril de 2006 retirado)
- Raphaël Dabiré Kusiélé, desde el 3 de abril de 2006